# آل تومسن
آل تومسن (بالإنجليزية: Al Thompson)‏ هو ممثل أمريكي، ولد في 21 سبتمبر 1884 بفيلادلفيا في الولايات المتحدة، وتوفي في 1 مارس 1960 بلوس أنجلوس في الولايات المتحدة.

## أعمال

### أفلام
- (1957) وجوه حواء الثلاثة
- (2002) مشية للذكرى[1]

## وصلات خارجية
- آل تومسن على موقع IMDb (الإنجليزية)
- آل تومسن على موقع قاعدة بيانات الفيلم (الإنجليزية)